# Amanda Lundgren
Amanda Lundgren, född 19 maj 1999 i Stockholm, är en svensk youtuber. 
Lundgren startade sitt YouTube-konto den 27 december 2015, hon var då sexton år gammal och gick första året på gymnasiet. Hon slog igenom med det uppmärksammade klippet "JAG ÄR 16 ÅR OCH GRAVID…!!!!", som till en början bara var tänkt att vara ett aprilskämt för familjen. Idag har videon har nästan 800.000 visningar. 
År 2018, när Lundgren var nitton år gammal och tagit studenten, så rapporterades hon tjäna omkring 150.000 kronor i månaden på sina sociala medier, detta enligt en artikel som publicerades på Expressen i slutet av året. År 2019 var hon dessutom med i TV-programmet Internet undrar, som sändes på TV-kanalen SVT.
Lundgren är sambo med Olle Mcdulle, som även han är känd för att lägga ut videos och klipp på YouTube. Paret har varit tillsammans sedan sommaren 2018. Hon är äldre syster till influencern Mirabell Lundgren.